# 石川美南
石川 美南（いしかわ みな、1980年5月7日 - ）は、日本の歌人。神奈川県横浜市出身。橋目侑季（写真・活版印刷）とのユニット「山羊の木」でも活動。

## 人物・略歴
1996年、16歳の時に作歌をはじめ、翌年から「短歌朝日」などに投稿する。神奈川県立柏陽高等学校を経て、1999年、東京外国語大学入学。
1999年、メーリングリスト「ラエティティア」入会。2000年、早稲田大学の短歌実作ゼミに「潜入」し、水原紫苑に学ぶ。同年、同人誌「punch-man」に参加（翌年、同誌解散）。2002年、『祖父の帰宅／父の休暇』で第1回北溟短歌賞（石川啄木賞の前身）次席。
2002年、短歌同人誌「pool」を創刊。2003年、東京外国語大学卒業。以降、一貫して短歌結社には属さず、同人誌や「さまよえる歌人の会」などの超結社歌会を拠点として活動している。他方で、岡井隆が『砂の降る教室』（第一歌集）の栞文を寄稿しているように歌壇との接点も多く、そのあり方は、後進の歌人にとってロールモデルの一つとも言える。
歌誌「pool」、 [sai]、「エフーディの会」 に所属。2020年、第5歌集『体内飛行』で第1回塚本邦雄賞を受賞。
海外文学の影響を受けた綺想的作風が特徴。柴田元幸に見出され文芸誌「モンキービジネス」に作品を発表し、2008年のsummer vol.2に掲載された連作『眠り課』は大森望が注目し年刊日本SF傑作選「超弦領域」に収録された。豊崎由美、北村薫、北村想など歌壇外の愛読者も多い。2008年から2年に渡って「すばる」に短歌エッセイ『ききみみはひだり耳』を連載した。

## 著書

### 単著
- 砂の降る教室 歌集 風媒社 2003.12 ISBN 4833151324
  - 砂の降る教室（新装版） 書肆侃侃房 2020.8 ISBN 9784863854062
- 裏島 歌集 本阿弥書店 2011.9 ISBN 4776808226（装画：TAKORASU、装幀：花山周子）
- 離れ島 歌集 本阿弥書店 2011.9 ISBN 4776808234（装画：TAKORASU、装幀：花山周子）
- 架空線 歌集 本阿弥書店 2018.8 ISBN 9784776813835（装画：尾田美樹、装幀：花山周子）
- 体内飛行 歌集 短歌研究社 2020.3 ISBN 9784862726407（装画：山下陽子、装幀：花山周子）

### 共著
- 現代短歌最前線 新響十人（生沼義朗、黒瀬珂瀾、笹公人、島田幸典、永田紅、野口恵子、松野志保、松村正直、松本典子共著）北溟社 2007.3 ISBN 4894485419
- 年刊日本SF傑作選 超弦領域（大森望・日下三蔵編（「眠り課」を収録）創元SF文庫 2009.6 ISBN 4488734022
- 短篇集（柴田元幸編、「物語集」を収録）ヴィレッジブックス 2010.4 ISBN 4863322402
- 怪談短歌入門 怖いお話、歌いましょう（東直子、佐藤弓生共著）メディアファクトリー 2013.9 ISBN 9784840154291

### 文庫解説
- パノラマニア十蘭（久生十蘭著）河出書房新社＜河出文庫＞ 2011.9 ISBN 4309411037

### 山羊の木
- 『夜灯集』2008年、『机上ノ灯台』2011年、『Collection 1』2013年、『物語集』2015年など。

## 出演番組
- 夜はぷちぷちケータイ短歌（NHKラジオ）
- 「NHK短歌 テーマ“身体”／一字空き」 - NHK短歌]（NHK教育テレビ）（2010年5月16日）[6]